# The Smashing Pumpkins
The Smashing Pumpkins (nascut a Chicago, 1988) és un grup musical de rock indie i alternatiu. Dissolts el 2000, el grup es va reunir al 2006 però sense dos dels membres originals (la baixista D'Arcy Wretzky i el guitarra James Iha, que van ser substituïts per Ginger Reyes i Jeff Schroeder respectivament). El 2007 van publicar un nou àlbum, 'Zeitgeist'.
Grup format originalment per: Billy Corgan (veu i guitarra), James Iha (guitarra i veu), D'arcy Wretzky (baix) i Jimmy Chamberlin (bateria). Després (en diferents etapes) s'incorporarien Melissa Auf der Maur (baix), Ginger Reyes (baix) i Jeff Schroeder (guitarra).

## Biografia
El 1988, Billy Corgan va fundar juntament amb James Iha un projecte anomenat The Smashing Pumpkins. El primer concert amb aquest nom va ser el 9 de juliol de 1988 a un local anomenat Chicago 21. Temps després ingressa a l'alineació la baixista D'Arcy Wretzky, a qui Corgan va conèixer després d'una discussió després d'un concert de Dan Reed Network. Amb ella es dona el primer recital - considerat el primer i oficial - el 10 d'agost de 1988 al club Avalon.
Jimmy Chamberlin és inclòs per petició de Joe Shanahan, propietari de Cabaret Metro, qui els va invitar a tocar només si inclouen a un bateria. Així, el 5 d'octubre de 1988 donen el primer recital amb formació completa.
En maig de 1991 es va publicar Gish, el primer àlbum del grup, produït per Butch Vig (productor de prestigi que s'encarregaria per exemple, de produir poc més tard el Nevermind de Nirvana). La discogràfica Caroline/Virgin va vendre'n més de 400.000 còpies. El 27 de juliol de 1993 apareix el segon disc, Siamese Dream, que va sobrepassar amb escreix el milió de còpies als EUA i va suposar el reconeixement mundial, amb hits com Today, Disarm o Cherub Rock.
Durant el 1994 va aparèixer Vieuphoria, vídeo compilatori d'actuacions en directe i rareses, juntament amb ell també va aparèixer Earphoria, disc que recull versions en directe i algunes rareses. Per a mantenir l'expectació, l'octubre del mateix any es va publicar Pisces Iscariot, una col·lecció de cares-b i cançons inèdites.
El 24 d'octubre de 1995 es va publicar Mellon Collie and The Infinite Sadness, un dels discos dobles més venuts de la història. En total 28 cançons de les quals es pot destacar els seus singles: 1979, Bullet with butterfly wings, Tonight, Tonight i Thirty-Three. Al 1996 l'àlbum va continuar recollint èxits, fins que al juliol Jonathan Melvoin, teclista de gira, va patir una sobredosi d'heroïna i alcohol en un hotel de Manhattan junt amb Jimmy. Melvoin va morir i el bateria va ser expulsat del grup.
El 26 de novembre de 1996 es va publicar The Aeroplane Flies High, caixa compilatòria de singles.
Després d'una època d'experimentació en projectes solitaris (sobretot per part de James Iha, que va treure un disc en solitari), el 2 de juny de 1998 es va publicar Adore, disc de poca acceptació entre la crítica i el públic.
El 1999, Jimmy Chamberlin es reintegra a la banda. Però novament el quartet es trenca, ja que d'Arcy va abandonar la banda el setembre del mateix any. En reemplaçament va ingressar Melissa Auf der Maur, baixista de Hole.
El 29 de febrer de 2000 es va publicar Machina / The Machines of God. El disc ix a la venda amb excel·lents crítiques, més accessible que el seu antecessor, i entra en els Billboard al lloc núm.3. Però al cap de poc s'enfonsa en les llistes, venent menys que Adore. El 23 de maig, Corgan va anunciar al ràdio KROQ la separació definitiva de la banda, després d'una gira de comiat.
El setembre de 2000 es va llançar Machina II: The Friends and Enemies Of Modern Music, segona part del disc previ. Aquest es distribueix només gratuïtament per internet davant la negativa de Virgin Records per publicar-lo.
L'últim concert va tenir lloc novament en Metro Cabaret. Quasi tretze anys d'història finalitzen el 2 de desembre de 2000.
Billy Corgan i Jimmy Chamberlin, els dos puntals del grup, van fundar el 2001 Zwan amb tres músics més. Van publicar un disc de poc èxit, Mary Star Of The Sea, i el 2003 Billy Corgan va dissoldre el grup. El 2005 Corgan va publicar un disc en solitari TheFutureEmbrace, que tampoc fou exitós.
Després del seu primer treball en solitari, va expressar en diversos comunicats a la premsa la seva intenció de reunir novament al grup. Aquest fet va esdevenir-se a finals de 2006, quan juntament amb el bateria Jimmy Chamberlin i dos nous membres, Ginger Reyes (baixista) i Jeff Schroeder (en substitució de D'arcy i de James Iha) van gravar el que seria setè disc del grup: 'Zeitgeist', que va comptar amb la producció de Roy Thomas Baker (productor habitual de Queen). Els Smashing Pumpkins van iniciar aleshores una gira que els va portar a Barcelona dins del "Primavera Sound" (maig del 2007).
El 2006, Corgan i Chamberlin es van tornar a reunir per gravar un nou àlbum de Smashing Pumpkins, Zeitgeist. Després de girar durant el 2007 i el 2008 amb una formació que inclou el nou guitarrista Jeff Schroeder, Chamberlin va deixar la banda a principis de 2009. Més tard aquell any, Corgan va començar una nova sèrie d'enregistraments amb una formació rotativa de músics titulada Teargarden by Kaleidyscope, que va incloure el llançament de singles sols, EPs recopilatoris i dos àlbums complets que també entraven dins de l'abast del projecte: Oceania el 2012 i Monuments to an Elegy el 2014. Chamberlin i Iha es van incorporar oficialment a la banda el febrer de 2018. La formació reunida va llançar l'àlbum Shiny and Oh So Bright, Vol. 1 / LP: No Past. No Future. No Sun al novembre del 2018 i Cyr al novembre del 2020.

## Discografia

### Discs oficials
- Gish, 1991
- Siamese Dream, 1993
- Mellon Collie and The Infinite Sadness, 1995
- Adore, 1998
- Machina: The Machines of God , 2000
- Machina II: The Friends and Enemies Of Modern Music, 2000
- Zeitgeist, 2007
- Teargarden by Kaleidyscope, 2009-2015 (Oceania, 2012, Monuments to an Elegy, 2014)
- Shiny and Oh So Bright, Vol. 1 / LP: No Past. No Future. No Sun., 2018
- Cyr, 2020
- Atum: A Rock Opera in Three Acts, 2023
- Aghori Mhori Mei, 2024

### Recopilatoris i caixes
- Siamese Singles, 1994
- Pisces Iscariot, 1994
- Earphoria, 1994
- The Aeroplane Flies High, 1996
- Rotten Apples , 2001
- Judas 0, 2001

### Vídeos
- Vieuphoria, 1994
- Greatest Hits Video Collection 1988-2000, 2001
- If All Goes Wrong, 2008
- Oceania: Live in NYC, 2013

### CD singles
- I Am One (Limited Potential version), 1990
- Tristessa (Sub Pop version), 1990
- Siva, 1991
- Rhinoceros, 1991
- I Am One, 1992
- Cherub Rock, 1993
- Cherub Rock (7" Version), 1993
- Today (7" Version), 1993
- Today, 1993
- Disarm (Smile), 1994
- Disarm (Heart), 1994
- Disarm (7" Version), 1994
- Rocket (7" Version), 1994
- Bullet With Butterfly Wings, 1995
- 1979, 1996
- 1979 Mixes, 1996
- Zero, 1996
- Tonight, Tonight, 1996
- Thirty-Three, 1996
- The End Is the Beginning Is the End, 1997
- Ava Adore, 1998
- Perfect, 1998
- Perfect, Pt. 1, 1998
- Perfect, Pt. 2, 1998
- The Everlasting Gaze, 1999
- Stand Inside Your Love, 2000
- Try, Try, Try, 2000
- Untitled, 2001
- Tarantula, 2007
- That's the Way (My Love Is), 2007
- G.L.O.W., 2008
- Freak, 2010
- Owata, 2011
- The Celestials, 2012
- Panopticon, 2012
- Being Beige, 2014
- One and All, 2014
- Drum + Fife, 2014
- Solara, 2018
- Silvery Sometimes (Ghosts), 2018
- Knights of Malta, 2018

### EP
- Lull, 1991
- Peel Sessions, 1992
- Still Becoming Apart, 2000
- American Gothic, 2008

### Singles promocionals
- Drown, 1992
- Landslide, 1994
- Muzzle, 1996
- Eye, 1997
- Crestfallen, 1998
- Daphne Descends (només a França), 1998
- Summer, 1998
- To Sheila, 1999
- Heavy Metal Machine, 2000
- I of the Mourning, 2000
- Doomsday Clock, 2007
- A Song for a Son, 2009
- Widow Wake My Mind, 2010
- Astral Planes, 2010
- The Fellowship, 2010

### EPs promocionals
- The Smashing Pumpkins 1991-1998, 2000
- Still Becoming Apart, 2000

### Recopilatoris
- Light Into Dark, 1989 (My Dahlia y Sun)
- 20 explosive dynamic super smash hit explosions!, 1991 (Jackie Blue)
- Afternoon Delight, 1992 (La Dolly Vita)
- No Toys For O.J., 1993 (Rudolph The Red-Nosed Reindeer)
- Best Of Grunge Rock, 1993 (Bury Me)
- No Alternative, 1993 (Glynis)
- The Radio 1 FM Sessions Volume 2, 1995 (Siva)
- Sweet Relief II , 1996 (Sad Peter Pan)
- ONXRT: Live from the Archives, Vol. 3, 1996 (Rocket)
- A Very Special Christmas 3, 1997 (Christmastime)
- 1997 Grammy Nominees, 1997 (1979)
- First Generation: Virgin 25 Years, 1998 (Cherub Rock)

Entre parèntesis les cançons amb què participaren.

### Bandes sonores
- Singles, 1992 ("Drown")
- Lost Highway, 1997 ("Eye")
- Batman & Robin, 1997 ("The End Is the Beginning Is the End" i "The Beginning Is The End Is The Beginning")
- Not Another Teen Movie, 2001 ("Never Let Me Down Again")

Entre parèntesis les cançons amb què participaren.

### Tributs
- For The Masses: An Album of Depeche Mode Songs , 1994 ("Never Let Me Down Again")

Entre parèntesis les cançons amb què participaren.

### Discs no oficials
- Pumpkin Seeds, 1993
- Mashed Potatoes, 1994
- Unplugged: 100% Pure Acoustic Performances, 1994
- Versions, 1994
- 3 Feet High, 1994
- Sorrow and Pity, 1995
- Mellon Collie and The Infinite Sadness - Demos 1, 1996
- 666, 1996
- The Cutting Edge, 1998
- Billy's Gravity Demos, Vol. 1, 2000
- Mellon Collie and The Infinite Sadness - Demos 2, 2000
- Adore Demos, 2000

## Guardons
Nominiacions
- 1994: Grammy al millor àlbum de música alternativa
- 1997: Grammy al millor àlbum de música alternativa
- 1999: Grammy al millor àlbum de música alternativa